# Tomšičeva ulica (Maribor)

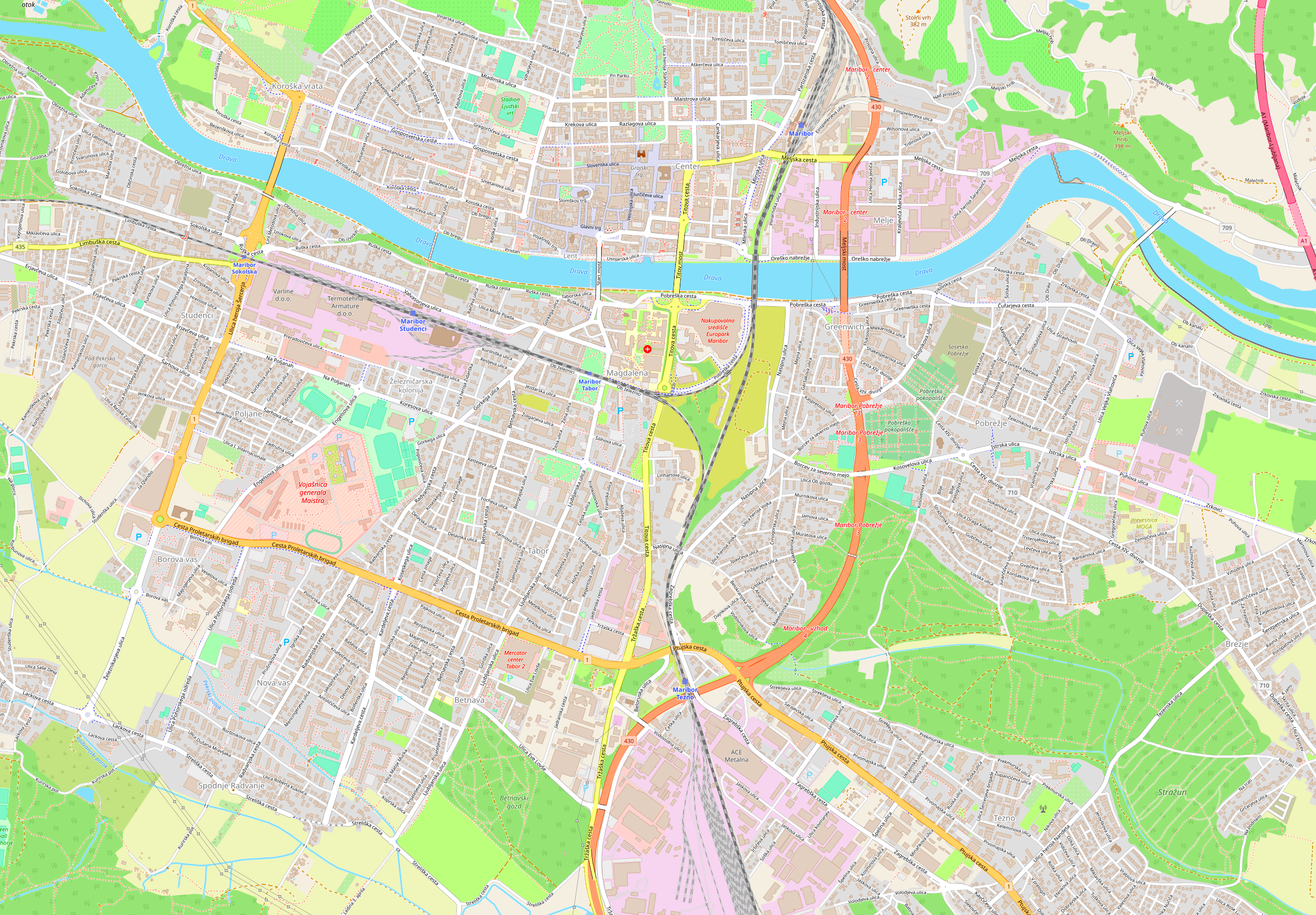

Tomšičeva ulica (Tomšič-Gasse) ist der Name einer Straße im Bezirk Ivan Cankar der Stadtgemeinde Maribor, Slowenien. Sie ist benannt nach dem slowenischen Journalisten Anton Tomšič (1842 bis 1871).

## Geschichte
Im Jahr 1886 wurde die sogenannte Schneider-Allee östlich des Marburger Stadtparks in eine Straße umgewandelt und nach dem Marburger Kaufmann Josef Kokoschinegg, dem der Bau dieser Straße zugeschrieben wird, Kokoschinegg-Straße genannt. Im Jahr 1905 wurde die Straße mit der damaligen Tegetthoff-Straße (heute Partizanska cesta) verbunden. Im Jahr 1919 wurde der Teil der Straße, der innerhalb der damaligen Stadt Maribor, in Tomšičeva ulica umbenannt. Das westliche Ende der heutigen Straße lag damals außerhalb der Stadtgrenze und wurde in Tomšičev drevored (Tomšič-Allee). Eine Bushaltestelle erinnert heute noch an diese Bezeichnung. Nach der deutschen Besetzung 1941 wurde die innerstädtische Straße erneut in Kokoschinegg-Straße umbenannt. Im Mai 1945 erhielten beide Straßenteile den heutigen Namen.
Anton Tomšič (1842 bis 1871) widmete sich nach seinem Jurastudium 1868 in Graz der journalistischen Arbeit bei Zeitung Slovenski Narod und wurde 1871 deren erster Herausgeber und Miteigentümer.

## Lage
Die Straße beginnt an der nordöstlichen Ecke des Stadtparks an der Kreuzung Ulica heroja Staneta und Ribniška ulica. Sie verläuft  parallel zur südlich gelegenen Aškerčeva ulica bis zur Einmündung in die Partizanska cesta.

## Abzweigende Straßen
Die Tomšičeva ulica (Maribor) berührt folgende Straßen und Orte (von Westen nach Osten): Prešernova ulica und Močnikova ulica sowie Jesenkova ulica, Meškova ulica, Cankarjeva ulica und Kerenčičeva ulica, Ulica Slave Klavore, Lešnikova ulica und Kersnikova ulica, Janezičeva ulica, Neratova ulica, Dominkuševa ulica, Ulica Berte Bukšek und Praprotnikova ulica.